# ロバート・イネス

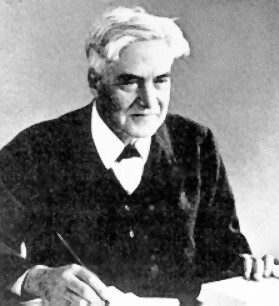
ロバート・イネス

ロバート・ソーバーン・アイトン・イネス（Robert Thorburn Ayton Innes, 1861年11月10日 - 1933年3月13日）は、スコットランド・エディンバラ出身の南アフリカの天文学者である。多数の二重星を発見しており、1915年にはプロキシマ・ケンタウリを発見した。1910年1月12日に1910年1月の大彗星を発見したことでも知られている。
1903年にはトランスバール州気象局を設立し、初代責任者に就任している。